# Mercure de France

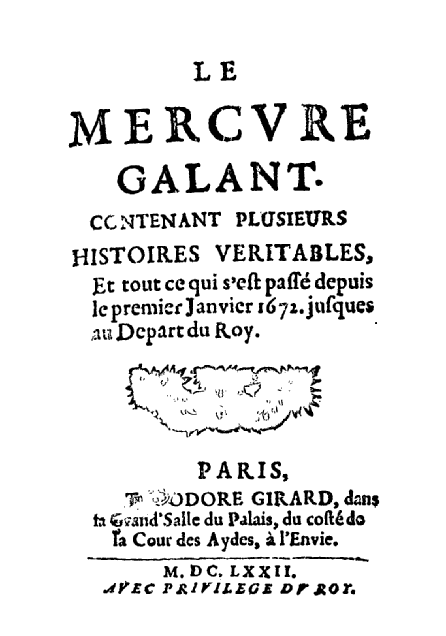
Erste Ausgabe des Mercure Galant 1672

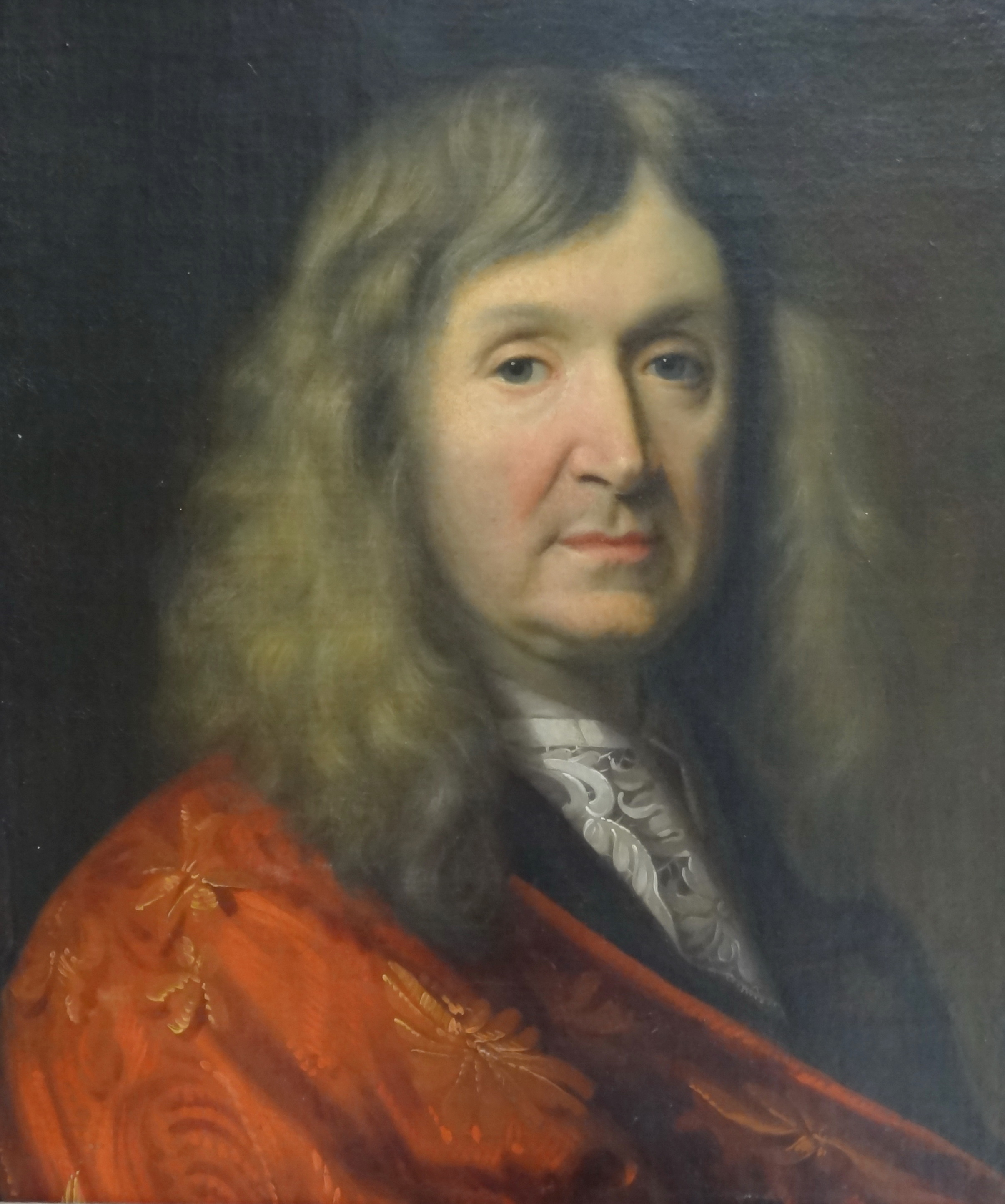
Thomas Corneille

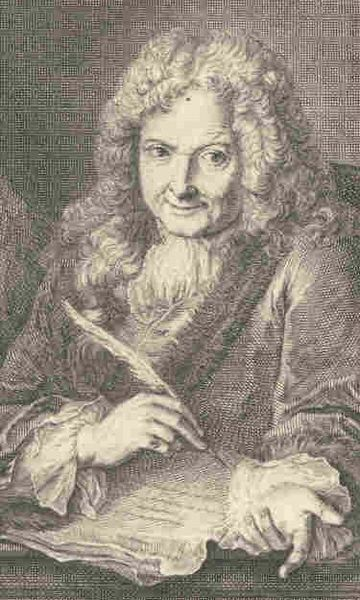
Charles du Fresny

Der Mercure Galant (auch Mercure Gallant, ab 1724 Mercure de France) ist eine stilprägende (eingehender hierzu das Stichwort Galant) französischsprachige Zeitschrift des ausgehenden 17. und frühen 18. Jahrhunderts.

## Geschichte
Die Leser erhielten mit den von 1672 bis 1674 und dann von 1678 bis 1714 erschienenen monatlichen Ausgaben eine Mischung aus Politik, kurzen, immer wieder leicht skandalösen Geschichten, Poesie und Musik.
Mehrere Pariser Verleger waren im Verlauf der Publikationsgeschichte in das Projekt involviert. Die von 1672 bis 1674 verlegte erste Folge erschien bei Claude Barbin, Theodore Girard, H. Loyson in Paris. Zentraler Redakteur war dabei Jean Donneau de Visé (1638–1710).
Die zweite Folge mit ihren von 1678 bis 1714 herausgekommenen Bänden erschien unter der Verlagsangabe „au Palais“, Paris. Die zentralen Redakteure waren hier Jean Donneau de Visé, Thomas Corneille und Charles du Fresny
Das Projekt wurde im Verlauf umbenannt in Nouveau Mercure galant und schließlich 1724 in Mercure de France. Es blieb unter diesem Titel mit Unterbrechungen aktiv bis heute. Der Mercure de France wird gegenwärtig von der Éditions Gallimard Verlagsgruppe betreut.

## Ausgaben
- Le Mercure galant: contenant plusieurs histoires veritables… Paris: C. Barbin / Theodore Girard / H. Loyson (1672–1674). Gallica
- Mercure Galant (Paris au Palais, 1678/1682–1714). Gallica, Ausgaben der Jahre 1678 und 1682

## Online verfügbare Ausgaben (1672–1791)
- Mercure Galant, de 1672 à 1674 (Gallica)
- Mercure Galant, de 1678 à 1682 (Gallica)
- Mercure Galant, de 1672 à 1709
- Mercure Galant, de 1710 à 1714
- Nouveau Mercure Galant, de 1714 à 1716
- Nouveau Mercure, de 1717 à 1721
- Mercure, de 1721 à 1723
- Mercure de France, de 1724 à 1778
- Mercure de France, de 1778 à 1791